# Ixora capitulifera
Ixora capitulifera är en måreväxtart som beskrevs av Elmer Drew Merrill. Ixora capitulifera ingår i släktet Ixora och familjen måreväxter. Inga underarter finns listade i Catalogue of Life.